# Hegemus pluto
Hegemus pluto är en skalbaggsart som beskrevs av Achille Raffray 1880. Hegemus pluto ingår i släktet Hegemus och familjen Cetoniidae. Inga underarter finns listade i Catalogue of Life.